# Louis Le Breton
Pour les articles homonymes, voir Le Breton.

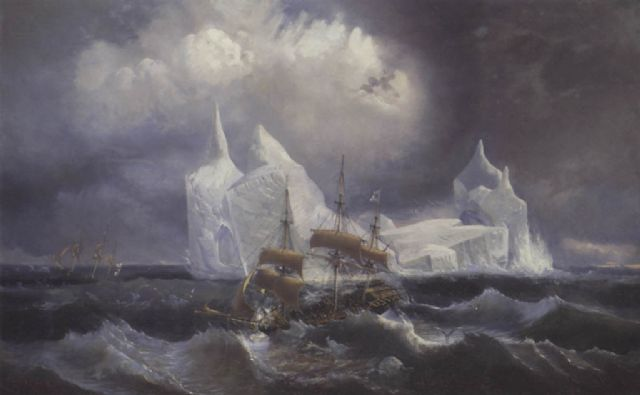
Les navires L'Astrolabe et la Zélée, par Le Breton.

Louis Le Breton, né le 15 janvier 1818 à Douarnenez et mort le 30 août 1866 à Paris, est un peintre, graveur et lithographe de marine français.

## Biographie
Issu d'une famille de médecins, il fait ses études au collège de Quimper puis entre à l'école de médecine de la Marine de Brest le 1er mars 1836 et en sort le 8 juin 1837 comme chirurgien entretenu de la marine de 3e classe.
Il est pris comme aide-chirurgien à bord de L'Astrolabe par le lointain cousin de son père, Dumont d'Urville et embarque pour cette circumnavigation le 7 septembre, à l'âge de dix huit ans. Doué en dessin, il suit une formation de peintre pendant les premiers mois de l'expédition, auprès d'Ernest Goupil, le peintre officiel du bord. En 1838, la dysenterie fait des victimes au sein des équipages des deux vaisseaux. Goupil, le maître de Louis Le Breton, succombe le 4 janvier 1840 à Hobart Town. Dumont d'Urville ayant apprécié les services et le talent de l'apprenti, le charge de prendre la place de dessinateur de l'expédition ; le 11 novembre, il écrit : « Sur la Zélée, M. Goupil emplit ses cartons de tableaux précieux, et sur l'Astrolabe, le jeune chirurgien Le Breton, qui a un talent remarquable dans ce genre, exécute aussi à ma demande des dessins charmants ».
Au retour de cette circumnavigation en novembre 1840, il est nommé chevalier de la Légion d'honneur.
Le 22 avril 1841, Dumont d'Urville est informé par le Ministre Secrétaire d'État de la Marine et des Colonies Guy-Victor Duperré que son protégé est autorisé à venir collaborer à Paris à la préparation de l'Atlas du Voyage. Il lui obtient une place au bureau des plans et des cartes des archives de la Marine.
En avril 1844, il embarque sur le Berceau comme chirurgien mais sera rapatrié en janvier 1846 pour des raisons de santé. Après 1847, Le Breton se consacre exclusivement à la peinture pour la Marine française : il démissionne le 10 mars 1848 et est nommé dessinateur au Dépôt des cartes et plans de la Marine.
Il meurt en 1866 du choléra à Paris : « L'Illustration vient de perdre l'un de ses dessinateurs les plus assidus : Louis Lebreton. Lebreton fut l'un des rares artistes qui s'occupèrent de la marine, qu'il connaissait à fond, et à ce titre il a rendu de sérieux services aux publications qui se l'étaient attaché. »

## Distinctions
- Chevalier de la Légion d'honneur.

## Carrière

### Le peintre

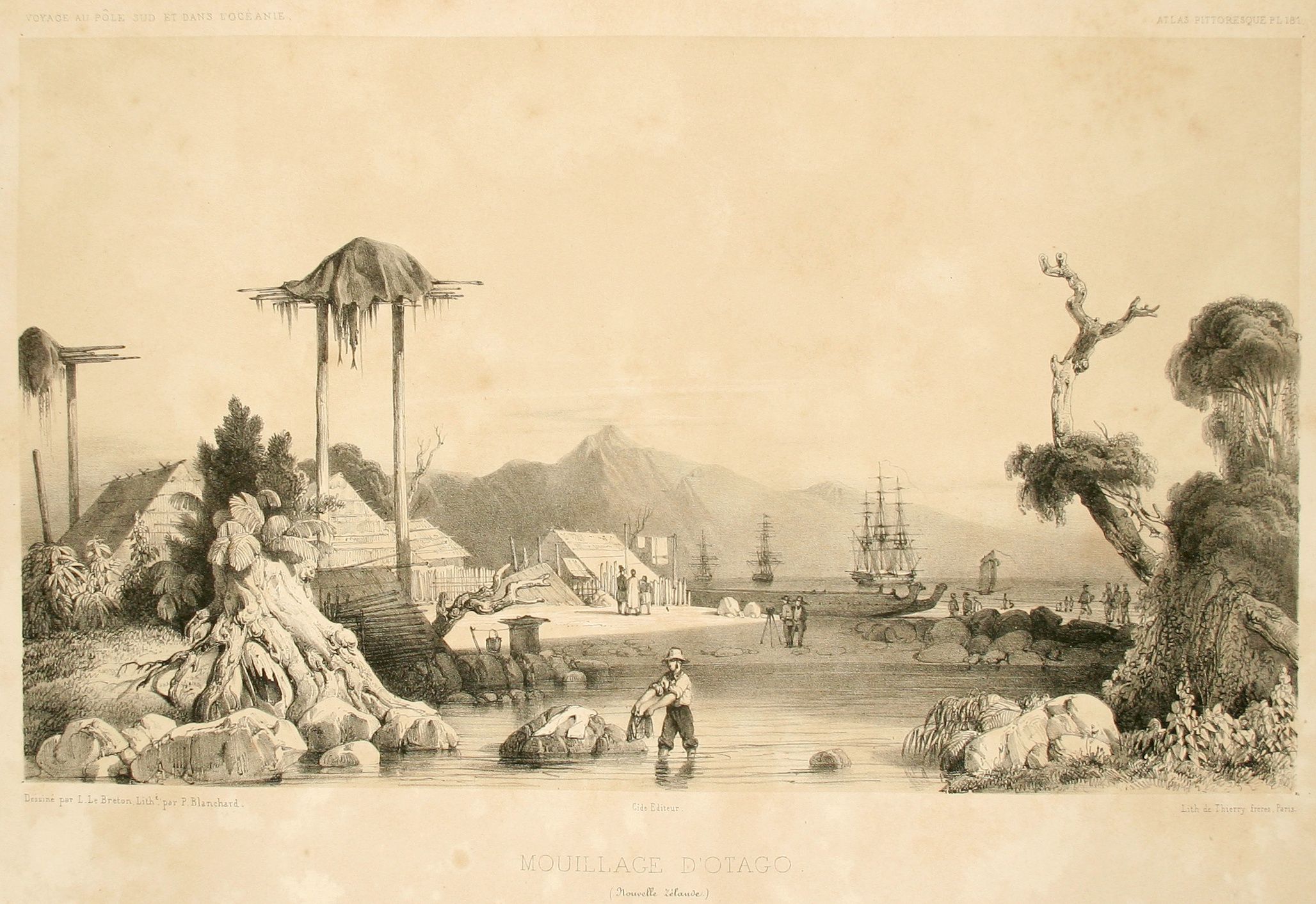
Mouillage d'Otago. Atlas pittoresque, planche 181.

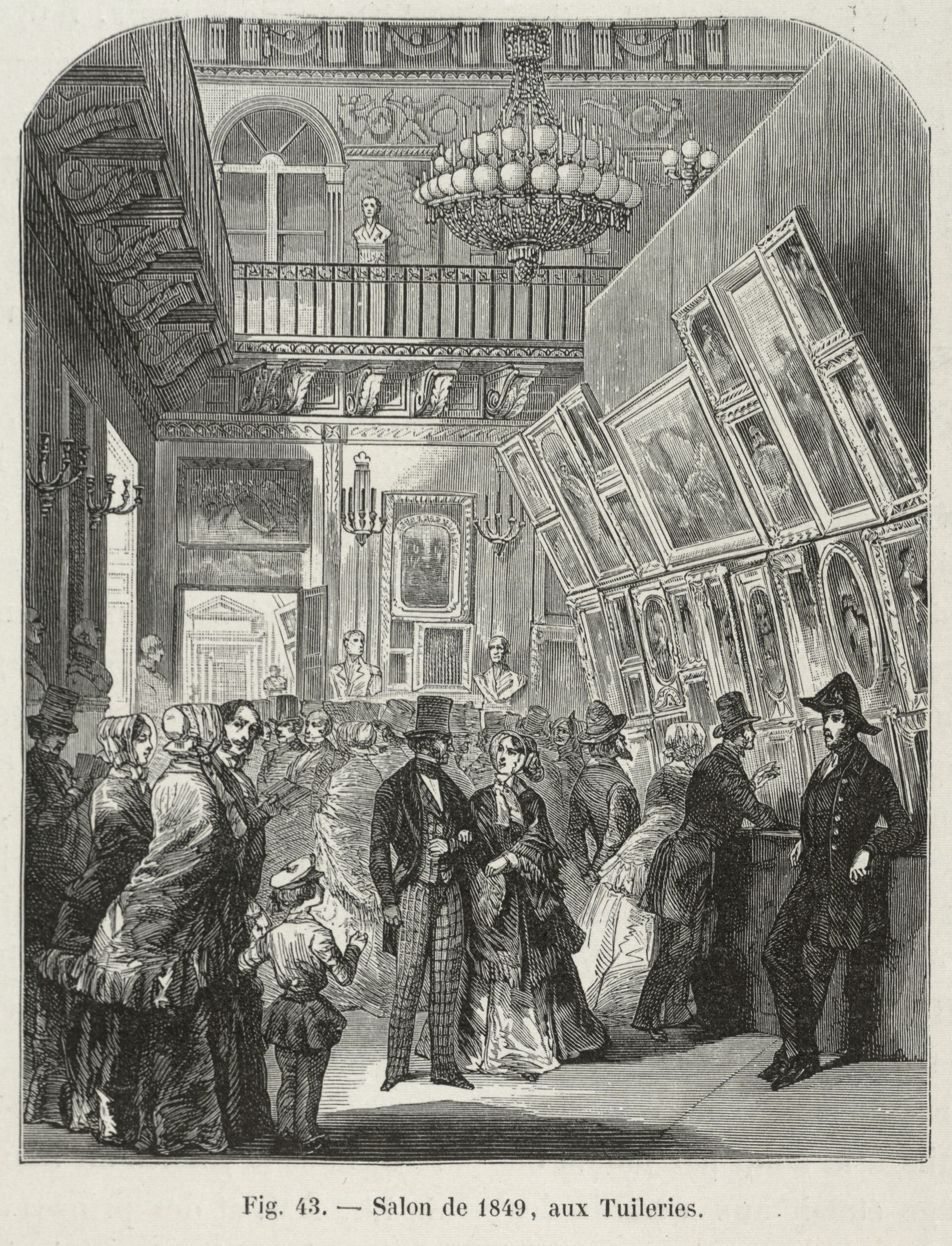
Salon de 1849, aux Tuileries.

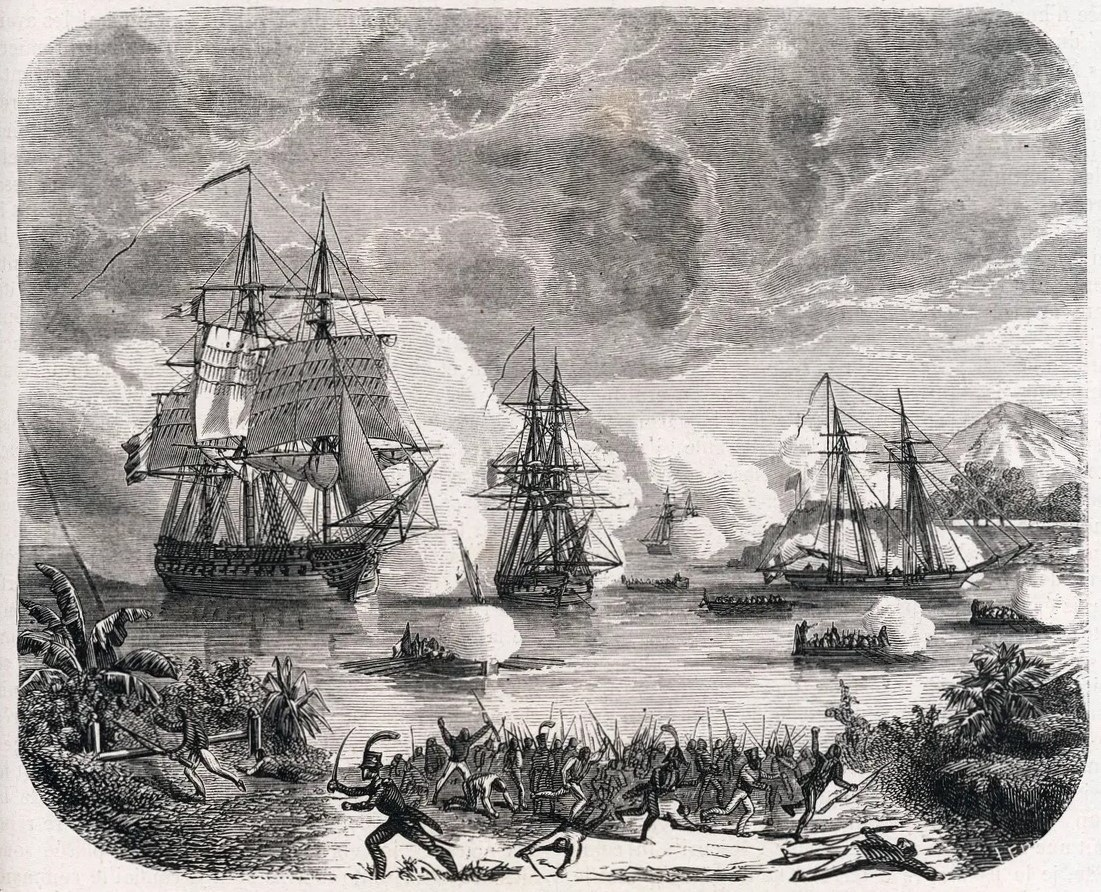
Débarquement des troupes napoléoniennes à Pointe-à-Pitre, en Guadeloupe, lors de l'expédition Richepance de 1802 chargée de rétablir l'esclavage sur l'île.

Au retour de l'expédition avec Dumont D'Urville, Le Breton essaie de récupérer ses aquarelles pour les exposer au Salon de 1841. Il y avait au moins 174 dessins et aquarelles entre les mains des autorités navales de Toulon le 8 janvier 1841. Le catalogue du Salon mentionne une liste de 25 « vues diverses tirées du voyage de l'Astrolabe et de la Zélée : dessins ». Mais le compte-rendu critique de Louis Peisse n'en cite aucune dans son analyse des marines. Seules sont encore exposées la Vue sur le port d'Otago à la Hocken Library à Dunedin, Nouvelle-Zélande et la toile Les corvettes Astrolabe et Zélée prises dans les glaces en février 1838 au Musée des Beaux-Arts de Quimper.
Au Salon de 1842, il envoie trois tableaux, dont Échouage des corvettes dans le canal Mauvais : détroit de Torrès acquis pas le Muséum d'histoire naturelle Peabody.
Au Salon de 1849, il expose neuf dessins et aquarelles, toujours sans écho auprès des critiques de l'époque, par exemple dans le compte-rendu critique de F. de Lagenevai. Devant le peu de succès remporté par sa peinture, il semble renoncer à exposer dans les salons parisiens.
La bibliothèque municipale de Saint-Brieuc a acquis un album incomplet de 48 dessins en 1977.

### Journalisme et lithographie

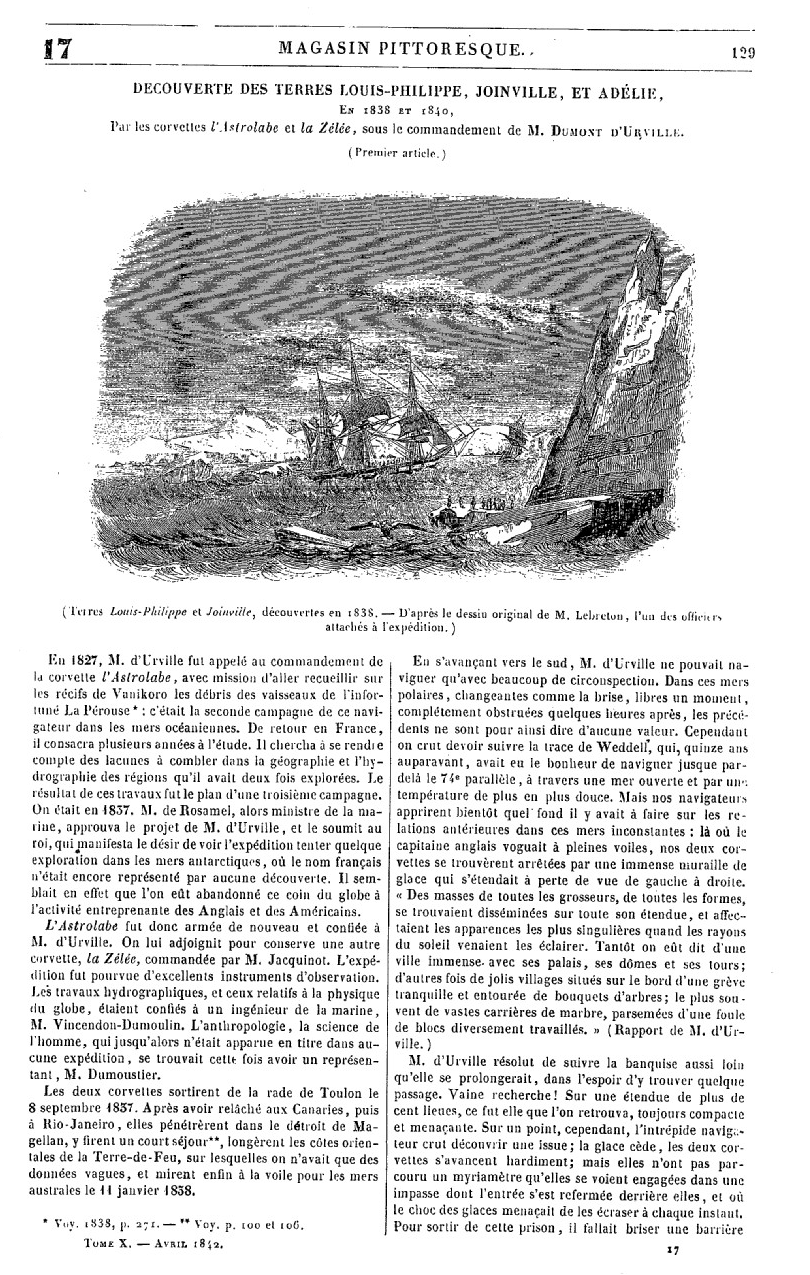
Le Magasin pittoresque, 1842.

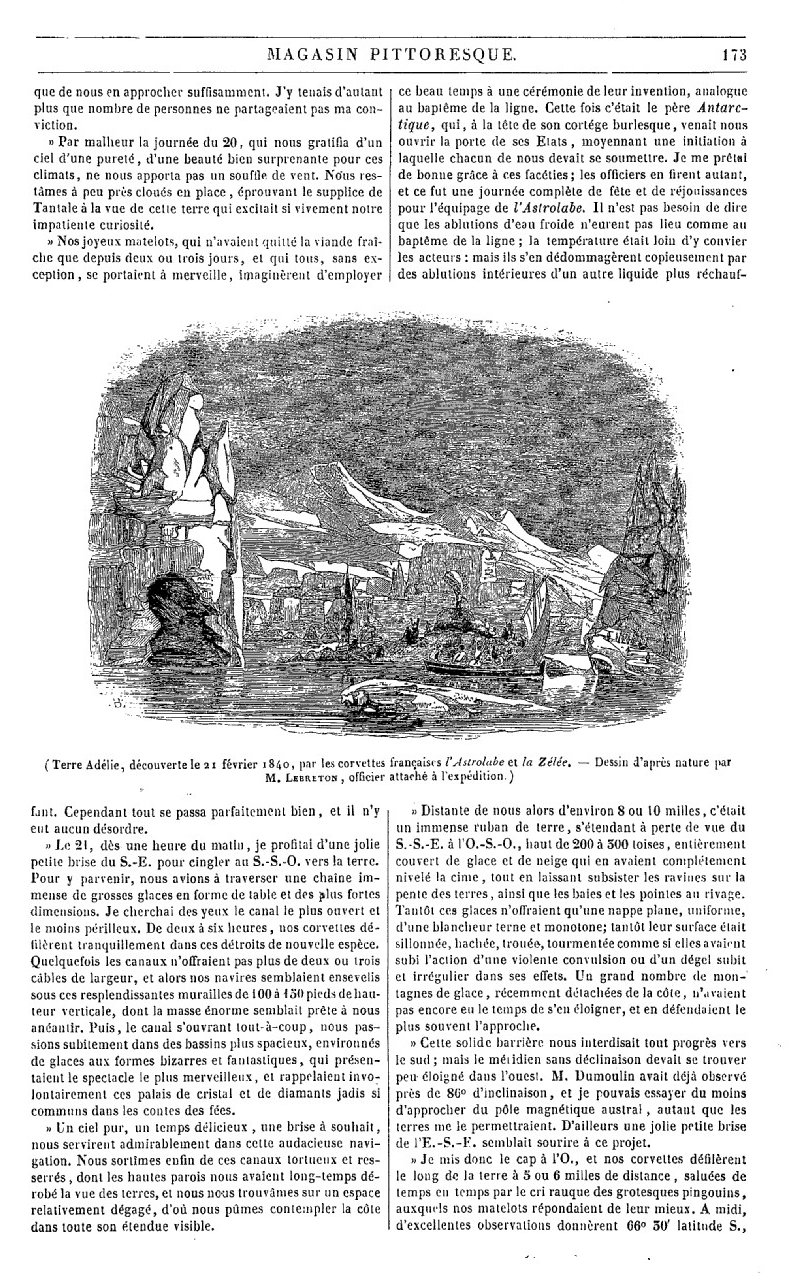
Le Magasin pittoresque, 1842.

Son talent de dessinateur et sa connaissance de l'Océanie et de l'Antarctique sont très appréciés des périodiques illustrés dès son retour, en 1841 par le Magasin pittoresque et en 1843 par L'Illustration. Au début, il travaille à partir de ses souvenirs de voyage puis étend son activité à la préparation de paysages et de scènes exotiques. Il finit par embrasser toute l'actualité maritime : inventions nautiques, nouveaux navires, catastrophes en mer, interventions navales armées par exemple.
Ses premières pierres originales datent de 1849. Le Cabinet des estampes de la BNF possède près de 350 pièces attribuées à Louis Le Breton : il s'agit d'affiches, d'affichettes commerciales, de sujets d'actualité sur l'Orient, de vues portuaires et de sujets documentaires sur l'exploration maritime. L'inventaire de 79 pièces est disponible sur Gallica : « Il a multiplié les lithographies en camaïeu et les chromolithographies de marines, navires et paysages de mers et de ports, et collaboré aux nombreuses suites éditées à propos des affaires d'Orient. (notice de l'inventaire). »